# Норт-Тованда Тауншип (округ Бредфорд, Пенсільванія)
Норт-Тованда Тауншип (англ. North Towanda Township) — селище (англ. township) в США, в окрузі Бредфорд штату Пенсільванія. Населення — 1051 особа (2020).

## Демографія
Згідно з переписом 2010 року, у селищі мешкали 1132 особи в 547 домогосподарствах у складі 269 родин. Було 597 помешкань
Расовий склад населення:
| - 98,5 % — білих - 0,4 % — азіатів - 0,3 % — корінних американців - 0,1 % — чорних або афроамериканців |

До двох чи більше рас належало 0,5 %. Частка іспаномовних становила 1,0 % від усіх жителів.
За віковим діапазоном населення розподілялося таким чином: 17,0 % — особи молодші 18 років, 45,8 % — особи у віці 18—64 років, 37,2 % — особи у віці 65 років та старші. Медіана віку мешканця становила 55,2 року. На 100 осіб жіночої статі у селищі припадало 73,6 чоловіків;  на 100 жінок у віці від 18 років та старших — 68,2 чоловіків також старших 18 років.
Середній дохід на одне домашнє господарство  становив 50 341 долар США (медіана — 24 485), а середній дохід на одну сім'ю — 75 267 доларів (медіана — 65 481). За межею бідності перебувало 18,3 % осіб, у тому числі 21,6 % дітей у віці до 18 років та 14,4 % осіб у віці 65 років та старших.
Цивільне працевлаштоване населення становило 441 особа. Основні галузі зайнятості: освіта, охорона здоров'я та соціальна допомога — 19,7 %, виробництво — 16,8 %, сільське господарство, лісництво, риболовля — 12,5 %, роздрібна торгівля — 11,1 %.